# Звездопад (фильм)
«Звездопад» — художественный фильм режиссёра Игоря Таланкина, снятый по произведениям Виктора Астафьева «Звездопад», «Сашка Лебедев», «Ода русскому огороду».

## Сюжет
Раненый солдат Миша и медсестра Лида встретились и полюбили друг друга в госпитале прифронтового города. Шла война, которая диктовала свои законы, не оставлявшие места для любви. Да и мать девушки оказалась против их отношений: ведь если он погибнет, что станет с её единственной дочерью? И герой решает расстаться с любимой навсегда…

## В ролях
- Пётр Фёдоров — Миша Ерофеев
- Дарья Михайлова — Лида, медсестра
- Алла Демидова — мать Лиды
- Вера Глаголева — Женька, ткачиха
- Максим Призов — мальчик
- Надежда Бочкова — девочка
- Пётр Юрченков-старший — Сашка Лебедев
- Ольга Анохина — медсестра
- Александр Беспалый — раненый
- Владимир Грицевский — Рюрик, солдат из Саратова
- Сергей Десницкий — военврач
- Александр Лебедев — караульный
- Николай Скоробогатов — директор
- Валентина Титова — актриса
- Иван Уфимцев — раненый

## Съёмочная группа
- Режиссёр: Игорь Таланкин
- Сценарист: Игорь Таланкин
- Оператор: Георгий Рерберг
- Художник: Владимир Аронин
- Композитор: Альфред Шнитке
- Государственный симфонический оркестр кинематографии
  - Дирижёр: Эри Клас
- В фильме использована увертюра-фантазия П. И. Чайковского «Ромео и Джульетта»
- Второй оператор: Юрий Райский

## Награды
- 1981 — специальное упоминание (отмечена операторская работа Георгия Рерберга) на Венецианском кинофестивале[1].